# Theodor Karl von Hermann
Theodor Karl Christian Hermann, ab 1918 von Hermann, (* 23. Juli 1850 in Balingen; † 9. November 1926 in Kirchheim unter Teck) war Generalsuperintendent von Tübingen und Reutlingen.
Nach dem Vikariat ab 1874 in Kirchheim unter Teck, Blaufelden und Stuttgart wurde Hermann später zunächst von 1906 bis 1913 Generalsuperintendent von Tübingen und anschließend bis 1918 Generalsuperintendent von Reutlingen. Als solcher war er von 1912 bis 1918 Mitglied der Württembergischen Landstände.
Hermann war außerdem außerordentliches Mitglied des Evangelischen Konsistoriums sowie Mitglied des evangelischen Oberschulrates. 1918 erhielt er das Komturkreuz des Ordens der Württembergischen Krone. Zudem trug er einen Ehrendoktortitel.
Hermann lebte von 1918 bis zu seinem Tod in Kirchheim unter Teck.